# Kurt Domsch

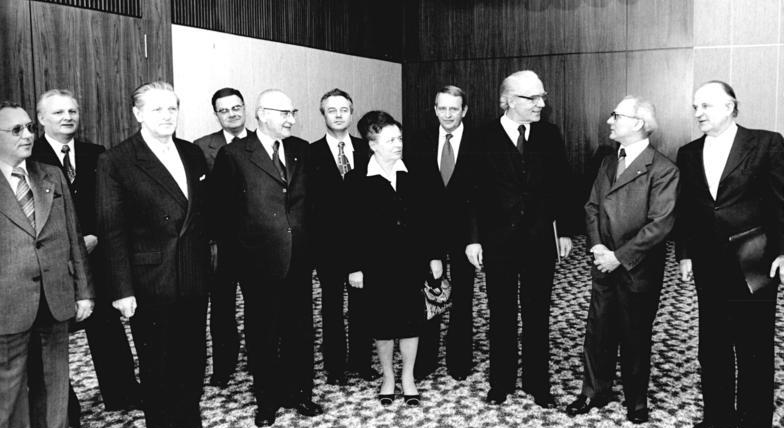
Kurt Domsch (4. v. r.) beim Treffen der Kirchenleitung mit Erich Honecker

Kurt Domsch (* 18. Mai 1928 in Neustadt in Sachsen; † 5. Februar 1999) war ein deutscher Oberingenieur und leitender Verantwortlicher der Evangelischen Kirche in Sachsen und in der DDR.

## Leben
Herkunft und berufliche Tätigkeiten
Er war ein Sohn des Baumeisters Kurt Domsch, der eine Firma Hoch-, Tief-, Beton-, Eisenbetonbau in der Königstraße 11 in Neustadt spätestens seit 1935 hatte. Diese bestand auch in den 1960er Jahren als halbstaatliche Kommanditgesellschaft Baumeister Kurt Domsch Hoch-, Tief, Stahlbeton- und Brückenbau in der Karl-Liebknecht-Straße 11 weiter und wurde 1972 verstaatlicht, wie die meisten anderen privaten Unternehmen in der DDR auch. Kurt Domsch war danach als leitender Angestellter im Nachfolgebetrieb VEB Brücken- und Hochbau Neustadt tätig.
Kirchliche Tätigkeiten
Kurt Domsch war im Kirchenvorstand der evangelisch-lutherischen Gemeinde in Neustadt, danach in der Kreissynode Pirna und in der Landessynode Sachsen aktiv. 1970 wurde er zum Präsidenten der Generalsynode der Vereinigten Evangelisch-Lutherischen Kirche in der DDR (VELK) gewählt. Seit 1975 war er Präsident des Landeskirchenamtes der Evangelisch-Lutherischen Landeskirche Sachsen und stellvertretender Vorsitzender der Konferenz der Evangelischen Kirchenleitungen in der DDR. 1978 war er beim Spitzengespräch mit Erich Honecker anwesend.
1989 legte er diese Ämter nieder.
Charakterisierung
Kurt Domsch setzte sich sehr für die Belange von kirchlichen Mitarbeitern und Gemeindemitgliedern in Gesprächen mit staatlichen Vertretern ein. „Unerschrocken hat er in vielen zähen Verhandlungen die Landeskirche vor staatlichen Stellen vertreten. Er war ein Anwalt der kirchlichen Mitarbeiter, Gemeindeglieder und Pfarrer, aber auch verschiedener Gruppen, die den Schutz der Kirche nötig hatten. Aufrecht und mit großem Einsatz trat er für das Recht ein und half in Not geratenen Menschen.“